# Gerrit Derk Raedt

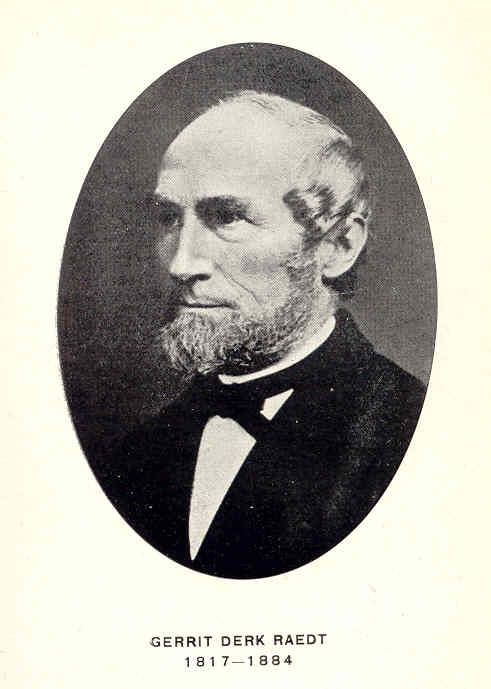
Gerrit Derk Raedt (1817-1884)

Gerrit Derk Raedt (Stad Almelo, 19 januari 1817 - Hengelo, 2 januari 1884) was een Nederlands burgemeester. Hij werd in 1841 burgemeester van Diepenheim en in 1846 volgde zijn benoeming tot burgemeester van Hengelo wat hij tot 1883 zou blijven. Hij was met zijn 38 dienstjaren de langstzittende burgemeester van Hengelo. Gerrit Derk Raedt trouwde op 30 juni 1856 in Enschede met Froukje van der Ploeg, dochter van een dominee, met wie hij 12 kinderen kreeg.